# Gy-l'Évêque
Gy-l'Évêque é uma comuna francesa na região administrativa de Borgonha-Franco-Condado, no departamento de Yonne. Estende-se por uma área de 15,28 km². Em 2010 a comuna tinha 462 habitantes (densidade: 30,2 hab./km²).